# Sangre del Pacífico
Sangre del Pacífico es una película de Argentina dirigida por Boy Olmi sobre su propio guion que se estrenó el 12 de noviembre de 2009. Está protagonizada por Delfi Galbiatti, Ana Celentano y Picky Paino.

## Sinopsis
Un viejo director de cine y artista quiere filmar antes de morir una película sobre las guerras de Independencia Latinoamericana. Cuando una joven  peruana llega para trabajar como empleada doméstica nace una pasión por ella.

## Reparto
Participaron del filme los siguientes intérpretes:
- Delfi Galbiatti
- Ana Celentano como Sara
- Picky Paino como Charito
- Ezequiel Díaz como Martín
- China Zorrilla como Carmen
- Norma Argentina
- Mariana Anghileri
- Susana Varela como Lydia

## Comentarios
Natalia Trzenko en La Nación escribió:

”…más allá de la estructura del guion, lo que marca la diferencia… son sus pasajes oníricos, esos momentos en los que el director se sube a la cornisa y se anima a utilizar el recurso del realismo mágico. Lo usa para mostrar los delirios/recuerdos del viejo realizador, los conflictos internos de su hija, y sobre todo, el viaje exterior e interior que emprende Charito. El riesgo asumido por Olmi resulta lo mejor de un film que falla cuando intenta atar todos los cabos sueltos de un relato que hubiera ganado si confiaba más en sus bellas imágenes.”

Pablo O. Scholz dijo en Clarín:

”La relación entre Jorge, Sara y Charito es central en la opera prima de Boy Olmi, tanto como la intención de denunciar o al menos poner en primer plano el maltrato laboral de las mujeres. El filme incluye testimonios ficcionalizados, pero que en vez de agregar, restan, y si suman es a la confusión....Todos los rubros técnicos son impecables, pero donde... hace agua -vaya paradoja- es en el guion. No solo por algunos diálogos, o situaciones que les toca vivir…el personaje peruano es bastante elemental, y que le hagan decir que no sabe cómo piensan los pájaros tampoco ayuda.”

## Premios y nominaciones
La película fue candidata al Premio Sur 2010 a la Mejor Ópera Prima y Ricardo De Angelis ganó el Premio Afrodita de Oro  a la Mejor Fotografía con este filme en el Festival Internacional de Cine de Chipre 2009.